# جورج هيرمان
جورج جوزيف هيرمان (بالإنجليزية: George Herriman) (22 أغسطس 1880 – 25 أبريل 1944) كان رسام كرتون أمريكيًا اشتهر بسلسلة القصص المصورة كريزي كات (1913-1944). كانت سلسلة كريزي كات مؤثرةً أكثر من كونها شعبية، وكان لديها جمهور يقدرها بين أولئك الذين يعملون في وسط الفنون. كان مقال غيلبرت سيلدس «كريزي كات الذي يسير بمفرده» أول الأمثلة عن إيلاء ناقد من الفنون الراقية اهتمامًا جديًا لسلسلة قصص مصورة. وضعت مجلة ذا كوميكس جورنال السلسلة في المرتبة الأولى ضمن قائمتها لأفضل القصص المصورة في القرن العشرين. كان لعمل هيرمان تأثير أساسي في رسامي الكارتون مثل ويل إيسنر، وتشارلز شولز، وروبرت كرامب، وآرت سبيغلمان، وبيل واترسون، وكريس وير.
وُلد هيرمان في نيو أورلينز، لويزيانا، لأبوين من الكريول مختلطي العرق، ونشأ في لوس أنجلوس. بعد تخرجه في المدرسة الثانوية في عام 1897، عمل في صناعة الصحف رسامًا ونقّاشًا. انتقل إلى الرسوم الكرتونية وسلاسل القصص المصورة (الكوميكس) –وسيلة كانت حينها في مراحلها الأولى– ورسم مجموعة متنوعة من السلاسل حتى قدم شخصيته الأشهر كريزي كات في سلسلته ذا دينغبات فاميلي (عائلة دينغبات) في عام 1910. بدأت سلسلة كريزي كات اليومية في عام 1913، وعُرضت السلسلة أيضًا منذ عام 1916 في أيام الأحد. اشتُهرت لحوارها الشعري ثقيل اللهجة، وخلفياتها الرائعة المتغيرة، وتصاميم الصفحات الجريئة التجريبية.
في الفكرة الرئيسية والديناميكية للسلسلة، رشق إغنتز ماوس (الفأر إغنتز) كريزي بالطوب، الأمر الذي فسره كات الساذج الزنمردي بأنه رمز للحب. مع تقدم السلسلة، تطورت علاقة حب ثلاثية بين كريزي وإغنتز وأوفيسا بَب (الجرو أوفيسا). نفذ بَب مهمته لمنع إغنتز من رمي الطوب على كريزي، أو لسجنه بسبب فعله ذلك، لكن جهوده عُرقلت دائمًا لأن كريزي رغب في أن يصاب بطوب إغنتز.
عاش هيرمان معظم حياته في لوس أنجلوس، لكنه ذهب في رحلات متكررة إلى صحراء النافاجو في جنوب غرب الولايات المتحدة. انجذب إلى المناظر الطبيعية في وادي مونيومنت وإنشانتد ميسا، وجعل من مقاطعة كوكونينو موقعًا لسلسلته كريزي كات. استفادت أعماله الفنية كثيرًا من مواضيع شعب النافاجو والمكسيكيين وأفكارهم مقابل الخلفيات الصحراوية المتغيرة. كان رسام كرتون غزير الإنتاج، أنتج عددًا كبيرًا من السلاسل وصوّر كتب الشعر لدون ماركيز حول أرتشي وميهيتبل، وهما قطّ زقاق وصرصور. كان قطب الصحف ويليام راندولف هارست مؤيدًا لهيرمان ومنحه عقدًا مدى الحياة مع شركة كينغ فيوتشرز سينديكيت إنك، ما ضمن لهيرمان حياة مريحة ومتنفسًا لعمله على الرغم من قلة شعبيته.

## العمل

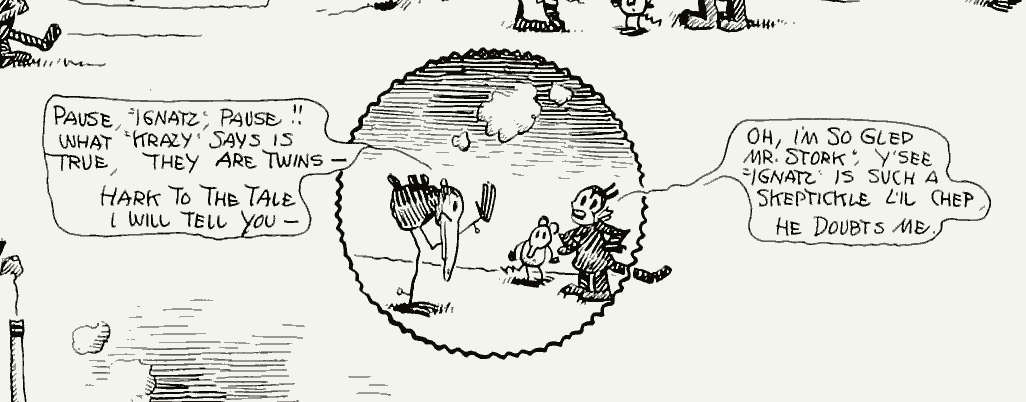
تفاصيل شريط كريزي كات لجورج هيريمان بتاريخ 04/11/1917

### المجموعات
جُمعت كريزي كات في مجموعة متنوعة من التنسيقات على مر السنين، رغم إعادة نشر سلاسل هيرمان الأخرى بصورة أقل تواترًا. كانت كريزي كات لجورج هيريمان (1946) أول مجموعة لـكريزي كات؛ تضمنت مقدمة للشاعر إدوارد إستالن كامينغز. بدأ المؤرخ الكوميدي بيل بلاكبيرد بتجميع مجموعة كاملة لحلقات كريزي كات التي كانت تُعرض أيام الأحد ابتداء من عام 1988، لكن الشركة الناشرة أفلست في عام 1992 قبل اكتمال السلسلة. نشرت شركة فانتاغرافيكس بوكس سلسلة كريزي كات لبلاكبيرد المكونة من ثلاثة عشر مجلدًا بداية من عام 2002، وأعدّها كريس وير. في عام 2010، أصدرت شركة صنداي بريس بوكس كريزي كات: حفلة أيام الأحد، وأعادت نشر مجموعة مختارة من حلقات كريزي كات التي كانت تُعرض أيام الأحد وبعض أعمال هيرمان ما قبل كريزي كات بتنسيق 14 × 17 بوصة (36 سم × 43 سم)، الذي يقارب الحجم الأصلي المطبوع من السلسلة. في عام 2012، بدأت شركة آي دي دبليو بإصدار نسخة مطبوعة من قصة بارون بين مكونة من ثلاثة مجلدات معيدةً نشرها، وكانت فانتاغرافيكس ستطلق جورج هيرمانز ستامبل إن. أعلنت فانتاغرافيكس أيضًا عن خطط لجمع كامل الحلقات اليومية لـكريزي كات في وقت غير محدد.

## روابط خارجية
- جورج هيرمان على موقع IMDb (الإنجليزية)
- جورج هيرمان على موقع الموسوعة البريطانية (الإنجليزية)
- جورج هيرمان على موقع ديسكوغز (الإنجليزية)
- جورج هيرمان على موقع قاعدة بيانات الفيلم (الإنجليزية)